# 가미유

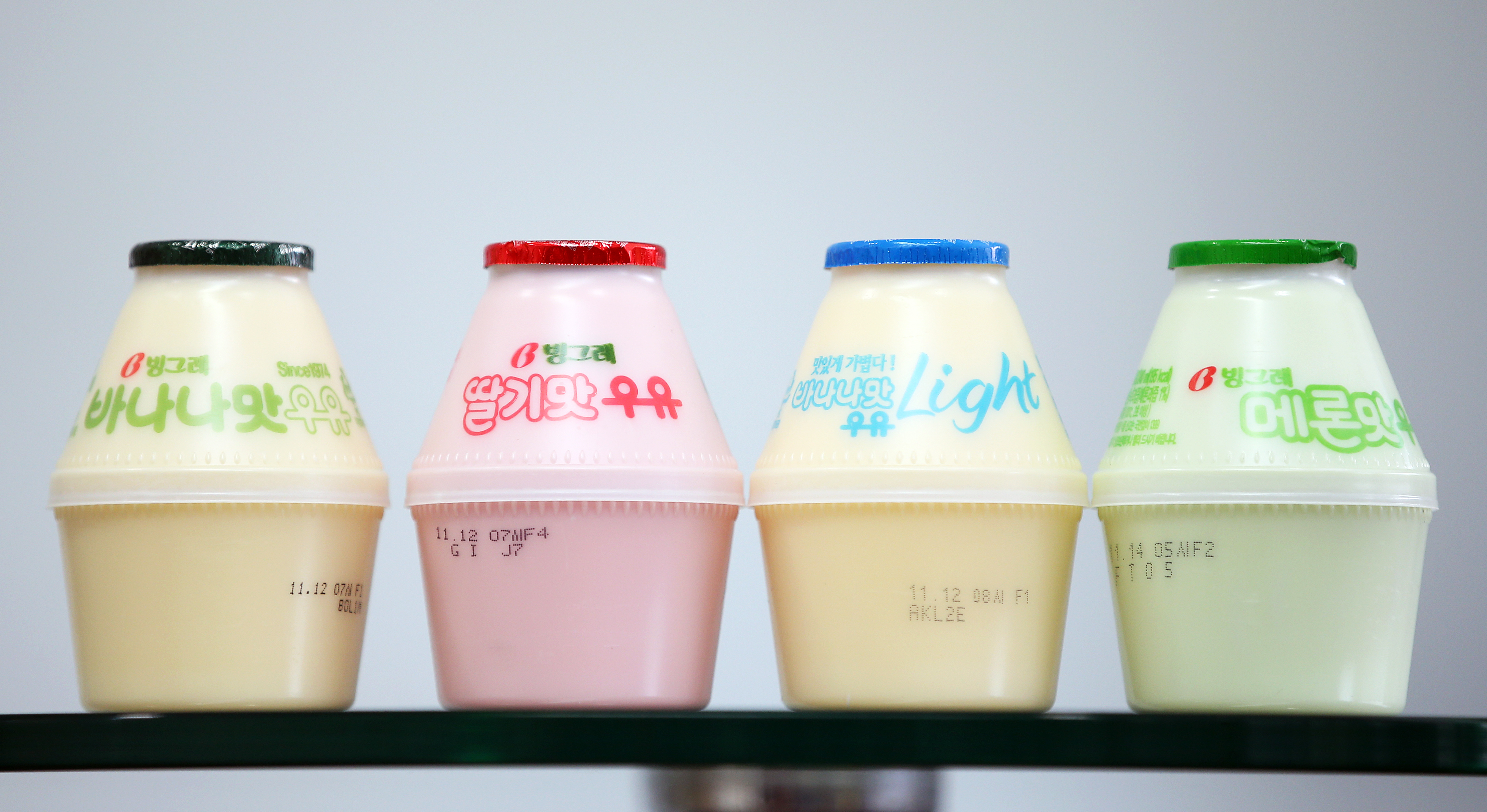
가미유로 만든 우유 제품들

가미유(加味乳)는 설탕, 향미, 그리고 종종 착색제를 이용하여 단 맛을 낸 우유를 일컫는다. 저온 살균법 혹은 초고온 처리로 제조된다. 식당이나 가정에서 향미를 우유에 첨가하여 만든다.

## 종류
초콜릿맛, 커피맛, 딸기맛, 바나나맛, 맥아유 등이 있다. 유명 브랜드로 홀릭스, 네스퀵, 마일로 등이 있다. 인도 아대륙에서는 배합 향신료 맛을 내는 가미유가 흔하다.

## 같이 보기
- 초콜릿 우유
- 커피 우유
- 홀릭스
- 맥아유
- 밀크셰이크
- 네스퀵
- 마일로 (식품)